# 753 Tiflis
753 Tiflis eller 1913 RM är en asteroid i huvudbältet, som upptäcktes den 30 april 1913 av den ryske astronomen Grigorij N. Neujmin vid Simeizobservatoriet på Krim. Den har fått sitt namne efter Georgiens huvudstad Tbilisi.
Asteroiden har en diameter på ungefär 20 kilometer.